# De ufrivillige
De ufrivillige er en svensk dramedyfilm fra 2008 instrueret af Ruben Östlund, der skrev manuskriptet i samarbejde med Erik Hemmendorff.
Filmen modtog for det meste positive anmeldelser og vandt adskillige priser på forskellige filmfestivaler. Den blev nomineret til fem Guldbagge-priser, inklusive prisen for bedste film, men vandt ikke i nogen kategori. Filmen blev også udvalgt som Sveriges bidrag til en Oscar for bedste fremmedsprogede film ved Oscaruddelingen 2010, men blev ikke nomineret.

## Handling
Filmen skildrer den skrøbelige sociale orden, som hersker mellem mennesker, og som let kan bringes ud af balance. Den klipper mellem fem små historier; En tres års fødselsdag, to teenagepiger på vej til fest, en lærerinde, der lægger sig ud med sine kollegaer og en gruppe mænd på herretur. I alle tilfælde oplever de involverede personer, at deres personlige grænser bliver udfordret.

## Medvirkende (i udvalg)
- Vilmar Björkman som Vilmar
- Maria Lundqvist som skuespilleren
- Linnéa Cart-Lamy som Linnéa
- Sara Eriksson som Sara
- Cecilia Milocco som lærerinde
- Leif Edlund som Leffe